# Entropia (termodinâmica estatística)
Na mecânica estatística clássica, a função de entropia introduzida anteriormente por Rudolf Clausius é interpretada como entropia estatística usando a teoria da probabilidade. A perspectiva da entropia estatística foi introduzida em 1870 com o trabalho do físico Ludwig Boltzmann.